# Holmtjärnen (Ljusnarsbergs socken, Västmanland)
Holmtjärnen är en sjö i Ljusnarsbergs kommun i Västmanland och ingår i Norrströms huvudavrinningsområde.